# Nohic
Nohic (okzitanisch: Noïc) ist eine französische Gemeinde mit 1.384 Einwohnern (Stand: 1. Januar 2022) im Département Tarn-et-Garonne in der Region Okzitanien (bis 2015: Midi-Pyrénées). Sie gehört zum Arrondissement Montauban und zum Kanton Tarn-Tescou-Quercy vert. Die Einwohner werden Nohicois genannt.

## Geographie
Nohic liegt etwa 15 Kilometer südsüdöstlich von Montauban und etwa 31 Kilometer nördlich von Toulouse. Der Tarn begrenzt die Gemeinde im Nordosten. Umgeben wird Nohic von den Nachbargemeinden Reyniès im Norden und Nordwesten, Villemur-sur-Tarn im Osten und Südosten, Fronton im Süden sowie Orgueil im Westen.

## Bevölkerungsentwicklung
| Jahr      | 1962 | 1968 | 1975 | 1982 | 1990 | 1999 | 2006  | 2018  |
| --------- | ---- | ---- | ---- | ---- | ---- | ---- | ----- | ----- |
| Einwohner | 536  | 666  | 774  | 832  | 905  | 970  | 1.099 | 1.348 |

## Sehenswürdigkeiten
- Kirche Saint-Sernin aus dem 13. Jahrhundert
- Waschhaus

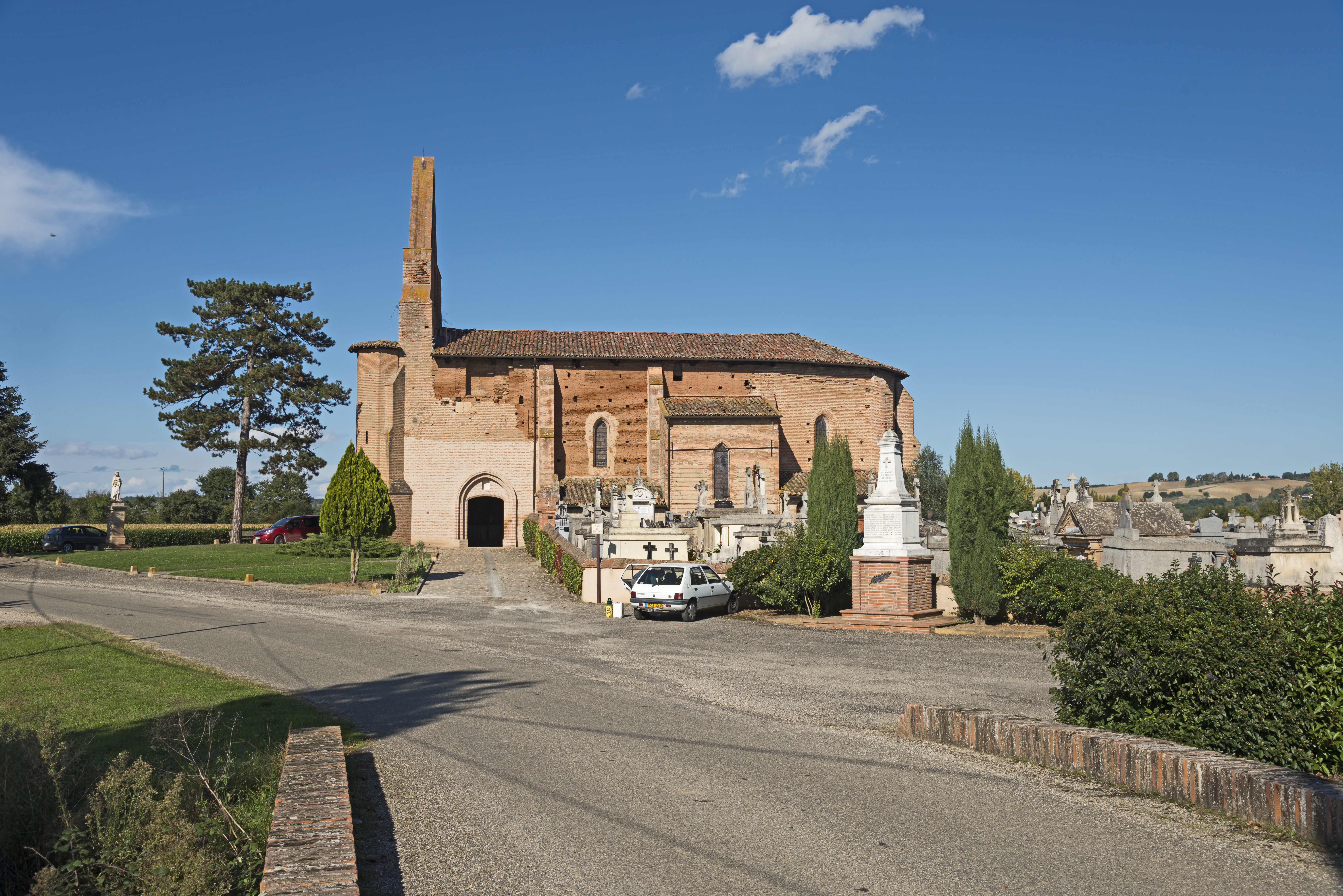
Kirche Saint-Sernin
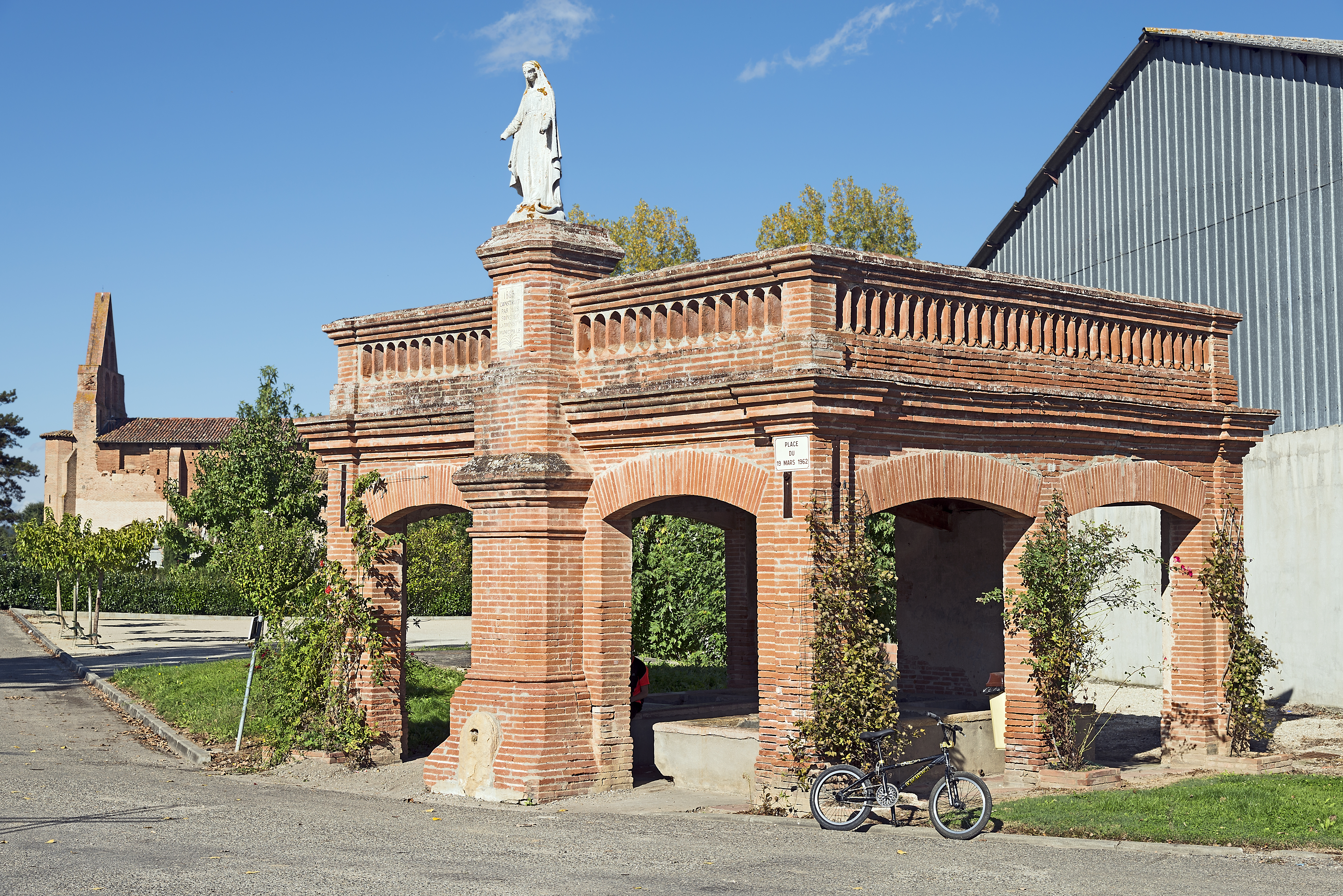
Waschhaus